# Stazione di Auzza
La stazione di Auzza (in sloveno Avče) è una fermata ferroviaria posta sulla linea Jesenice-Trieste (Transalpina). Serve il centro abitato di Auzza, frazione del comune di Canale d'Isonzo.

## Storia
La fermata venne attivata nel 1906 come parte della linea Jesenice-Trieste con il nome di Auzza.
Dopo la prima guerra mondiale, con l'annessione della Venezia Giulia al Regno d'Italia, la linea passò sotto l'amministrazione delle Ferrovie dello Stato.
Dopo la seconda guerra mondiale il territorio venne annesso alla Jugoslavia che ribattezzarono la fermata come Avče.
Dal 1991 appartiene alla rete slovena (Slovenske železnice).